# Colilla

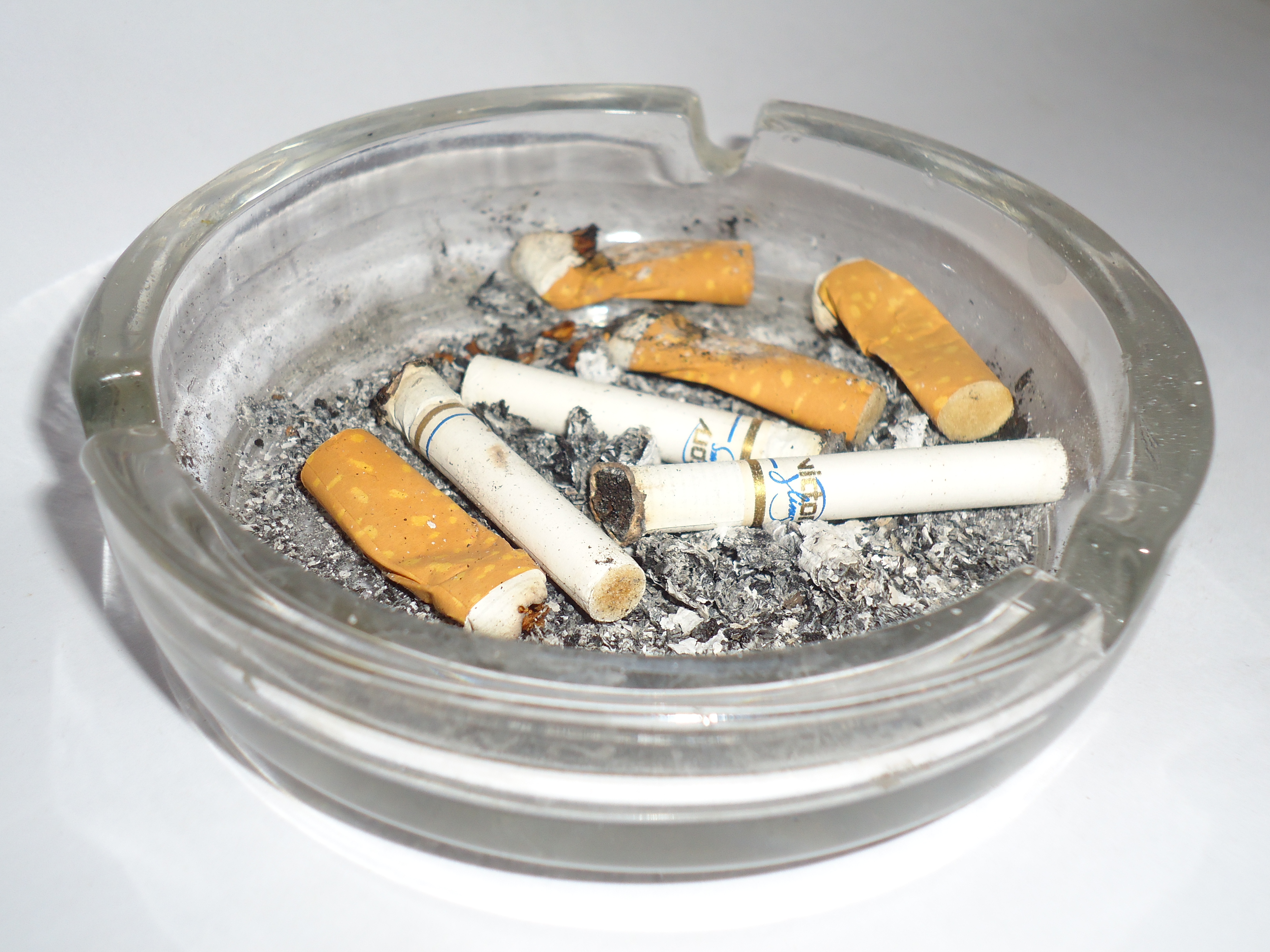
Colillas en un cenicero.

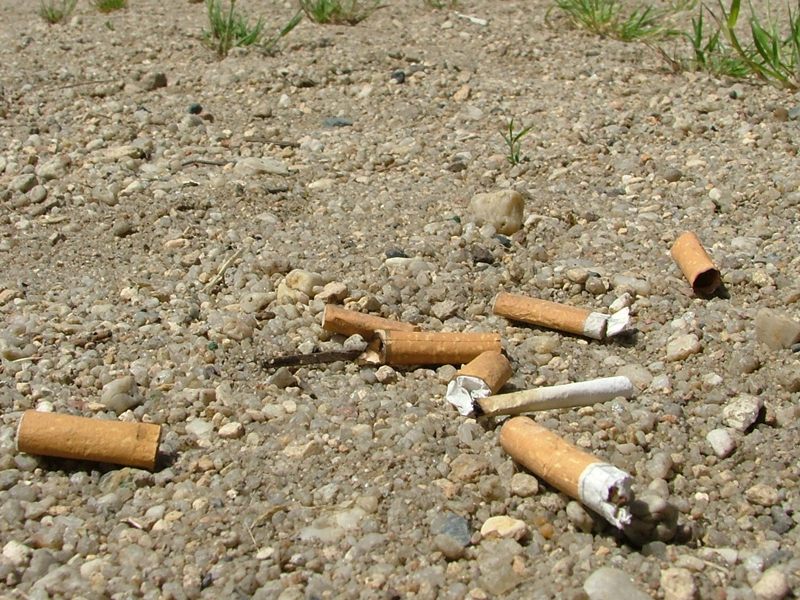
Colillas por el suelo.

Una colilla (también llamada chusta o pava en el lenguaje coloquial) es lo que queda de un cigarrillo consumido. Contiene restos de tabaco y puede contener el filtro. Es común que haya personas que arrojen las colillas aún prendidas lo que puede provocar un incendio. 
Son además una fuente de contaminación del ambiente extremadamente importante.

## Impacto ambiental
Las colillas de cigarrillo son el residuo más generado en el mundo: representan un problema ambiental y humano. Se calcula que los fumadores desechan entre 4,5 y 5,6 billones de colillas por año, o sea, 18 mil millones de colillas por día. Según un informe de la Organización Mundial de la Salud, alrededor del 40% de los residuos recolectados de las zonas urbanas y costeras desde 1980 a 2020 fueron colillas de cigarrillos.

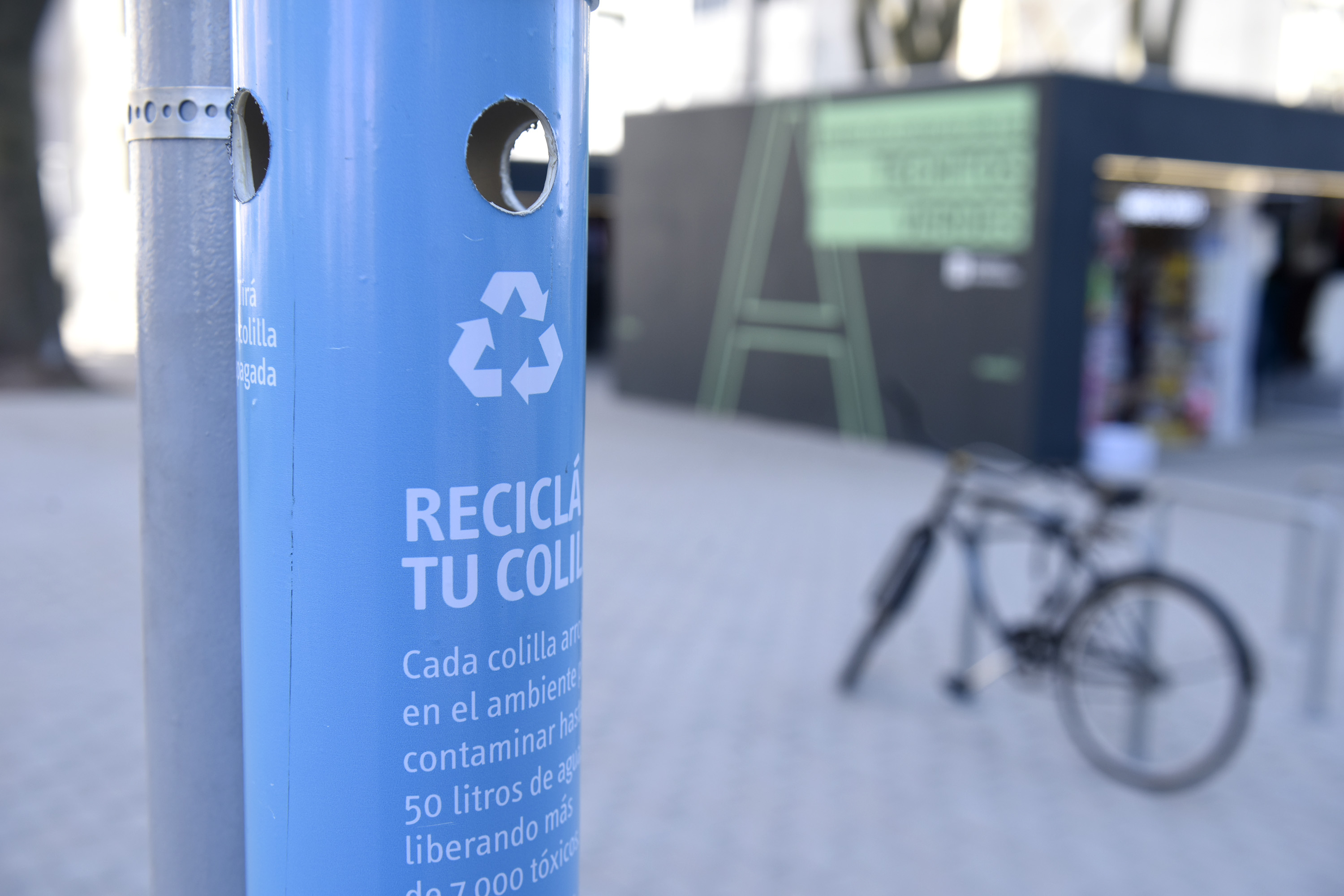
Contenedor para reciclar colillas en Montevideo, Uruguay.

Los filtros de las colillas están hechos de acetato de celulosa con la intención de retener muchos tóxicos que llegarían a los pulmones del fumador si no existiesen, como el cobalto, aluminio, arsénico, níquel, alquitrán, plomo y estroncio, que son algunas de las más de 100 sustancias nocivas que se producen al combustionar el tabaco. Al contactar con el medio ambiente, los daños de estas sustancias se potencian: una colilla puede contaminar entre 40 y 1000 litros de agua. La Facultad de Ciencias Ambientales de Lima, en Perú, realizó un estudio sobre la letalidad que tiene sobre el Daphnia magna, un crustáceo que se alimenta de algas y, a su vez, es alimento de peces; y los resultados demostraron que 1,29 colillas en un litro de agua dulce fueron letales para el 50% de los organismos que vivían ahí. Además, las 18 mil millones de colillas que son desechadas cada día en el mundo provocan la acidificación del agua y la contaminación con metales pesados, entre otras consecuencias. Esto también incide en la Cadena trófica: la transferencia de minerales, compuestos y nutrientes entre especies en la cadena alimentaria, donde una se alimenta de otra ingiriendo los contaminantes que pueda contener su cuerpo. Además, las colillas se descomponen en microplásticos, una problemática mundial que afecta hasta a los seres humanos que las ingieren al beber agua o alimentarse de animales que se vieron afectadas por ellas.
En los suelos, las colillas se convierten en una suerte de pesticida al liberar sustancias tóxicas que acaban alterando el pH y la composición de los suelos, afectando e impidiendo la vida de microorganismos, insectos y animales.
Normativas para combatir la contaminación producida por los residuos de las colillas ya están siendo adoptadas en 2022 por países como Alemania, Nueva Zelanda, Canadá, Estados Unidos, Francia, entre otros, pero las soluciones son de muy largo plazo.

## Incendios
Las colillas tiradas por vehículos o peatones causan regularmente incendios forestales, aquellas tiradas por vehículos pueden también encender otros vehículos o su carga. Esto resulta particularmente trágico si pasa en un túnel. Si el fumador se duerme en su cama fumando o tira una colilla ardiente en la basura, se puede originar un incendio en la vivienda.

## Comida  por los niños
Asimismo, una colilla tirada al suelo puede ser recogida o incluso engullida por un niño. Pueden producir síntomas de intoxicación a partir de 1 a 3 colillas.